# カジミェシュ・クミェチク
カジミェシュ・クミェチク（Kazimierz Kmiecik 、1951年9月19日 - ）は、ポーランド・ヴェングシュツェ・ヴィエルキェ出身の元サッカー選手。サッカー指導者。サッカー選手としてのキャリアのほとんどをヴィスワ・クラクフで過ごし、リーグ戦304試合に出場、クラブ歴代1位となる153ゴールを挙げた。1982年から1985年まではギリシャのラリッサに在籍。1985年にはクラブ史上初のギリシャカップ優勝に貢献した。
ポーランド代表として1972年ミュンヘンオリンピック金メダル、1974 FIFAワールドカップ3位、1976年モントリオールオリンピック銀メダルに貢献するなど、国際Aマッチ35試合に出場し8得点を記録した。